# Давні південноаравійські мови
Давні південноаравійські мови (араб. العربية الجنوبية القديمة; або епіграфічні південноаравійські мови) — група з чотирьох тісно пов'язаних мертвих мов (сабейська, мінейська, катабанська, гадрамаутська). Були поширені на території сучасного Ємену (Сабейське царство, Катабан, Гадрамаут, Мінейське царство, Гим'яр) і на прилеглих територіях півдня Аравійського півострова, включно з Оманом. 
Давні південноаравійські мови не є предками сучасних південноаравійських мов. Нині єдиним живим представником давніх південноаравійських мов є разігі, поширена в Ємені.

## Писемність
Писемність, була з початку 1-го тисячоліття до н. е. до середини VI століття до н. е., яка у результаті Сабейської колонізації проникла в Ефіопію, на її основі виник ґеєзський алфавіт, який до тепер використовується у Ефіопії та Еритреї.
Давні південноаравійські мови використовували південноарабська абетку. Південноарабська абетка виникла від протосинайського алфавіту. Напрям письма — справа наліво, хоча іноді трапляються написи бустрофедоном. Кількість написів цим письмом — більше 15000 (сабейською мовою — близько 5000). Є досить довгі написи. Південноарабський алфавіт мав також курсивну форму — забур (zabūr). Забуром писали на дерев'яних дощечках.